# Benaya Srur
Benaya Srur (in ebraico בניה סרור‎?; Afula, 1º novembre 1999) è un cestista israeliano.